# سیارک ۵۷۷۹
سیارک ۵۷۷۹ (به انگلیسی: 5779 Schupmann، نامگذاری:1990BC1) پنج هزار و هفتصد و هفتاد و نهمین سیارک کشف شده‌است که در ۲۳ ژانویه ۱۹۹۰ کشف شد.
قدر مطلق سیارک برابر ۵۳.۶ است.